# Saint-Germain-des-Prés, Loiret
Saint-Germain-des-Prés là một xã của tỉnh Loiret, thuộc vùng Centre-Val de Loire, miền trung nước Pháp.